# Conchillas
Conchillas est une ville industrielle de l'Uruguay située dans le département de Colonia. Sa population est de 756 habitants.
Elle est l'une des villes les plus importantes du département.

## Histoire
La ville a été fondée en 1887 par les Britanniques Unternehmen Walker & Co.

## Population
| Année | Population |
| ----- | ---------- |
| 1963  | 825        |
| 1975  | 755        |
| 1985  | 727        |
| 1996  | 784        |
| 2004  | 756        |

Référence,: